# Багров Михайло Федорович
Миха́йло Фе́дорович Багро́в (справжнє прізвище — Топор; 1864, м. Ананьїв, нині Одеської області — 22 березня 1938, Биківня) — актор і антрепренер.

## Життєпис
1883 — закінчив Московське театральне училище.
1883—1898 — актор Малого театру в Москві, де був партнером Г. Федотової, М. Єрмолової, М. Рибакова, О. Южина.
1897—1910 (з перервою) — актор київського театру «Соловцов».
1909—1923 (з перервою) — антрепренер київських і одеських оперних та драматичних труп (1909—1910 — антрепренер Одеського драматичного театру, 1912—1923 — антрепренер і директор Міського театру в Києві).
До 1 березня 1937 працював артистом-режисером оперного театру в Алма-Аті. Згодом проживав у Києві за адресою Короленка, 48-а, кв. 24.
Був заарештований 25.08.1937 року УНКВС по Київській області і звинувачений за статею 54-6 Кримінального кодексу УРСР.
Засуджений за постановою Трійки до смертної кари. Розстріляний 22 березня 1938 року. Реабілітований 11 травня 1989 року згідно з Указом Президії Верховної Ради (спр. 61908).

## Антреприза
В його антрепризах виступали Г. О. Пасхалова, В. М. Петіпа, М. М. Радін, М. Х. Рибаков, І. А. Слонов, В. Л. Юренєва, С. М. Мирович, В. М. Лубенцов, К. Д. Воронець-Монтвід, О. Д. Петляш, С. Б. Белина-Скупевський, О. І. Монська, І. М. Берсенєв, працювали режисери М. М. Синельников, К. О. Марджанішвілі, деякі вистави оформлював В. В. Верещагін.
У Києві його трупа поставила «Ноктюрн» М. Лисенка, «Пан сотник» Г. Козаченка, «Черевички» П. Чайковського (1918, вперше українською мовою), «Галька» С. Монюшка та «Сільська честь» П. Масканьї (1923, обидві українською мовою).

## Ролі
- Жадов («Тепленьке місце» О. Островського)
- Хлестаков («Ревізор» М. Гоголя)
- Вершинін («Три сестри» А. Чехова)
- Дон Карлос («Дон Карлос» Ф. Шіллера)
- Ромео («Ромео і Джульєтта» В. Шекспіра)